# Estandarte del Oriol
La Gloriosa Enseña del Oriol, también nombrada como señera, pendón o estandarte, y conocida popularmente como El Pájaro, es la bandera histórica de uso inmemorial que representa a la ciudad y el municipio de Orihuela (Alicante, España).
Se trata de un mástil rematado por un oriol de plata dorada, del cual pende un estandarte confeccionado en damasco carmesí con estrechamiento en forma de lengüeta, decorado con bordados de los símbolos de la ciudad, la Corona de Aragón, el escudo de Felipe V de España y las Santas Justa y Rufina, copatronas del municipio.
En la actualidad existen dos señeras, una histórica con elementos de entre los siglos XVI y XVIII, y una réplica cuyo estandarte data de 2007 y se corona con una representación del oriol del año 2020. Esta última es la que se utiliza en la actualidad, y sólo se expone públicamente el 17 de julio, festividad de las Santas Justa y Rufina y jornada en la que se conmemora la conquista cristiana de la ciudad en el siglo XIII.

## Historia
En torno al año 1400 Orihuela comienza a celebrar las fiestas de la Reconquista. Se tiene constancia de que desde el año 1400 se sacaba la bandera y era portada en un principio por la justicia criminal y al quedar abolido este cargo, por la supresión de los Fueros Valencianos, se encarga esta misión al síndico.
Según un informe realizado en 1577 sabemos qué actos se realizaban:
Luminarias en el castillo, campanarios de las iglesias y en la Sala de dicha ciudad, y que en el dicho castillo se disparen algunos tiros de artillería la víspera de la fiesta al medio día, al tiempo que se alzará el Estandarte de la ciudad, y el día de la fiesta al tiempo que la procesión salga y vuelva a la Iglesia de Santa Justa, y el mismo día en la tarde al tiempo que se llevará el Estandarte, y que en los dichos campanarios y Sala, la víspera de la fiesta por la noche se tiren cohetes, sonando las campanas y los ministriles en los campanarios de la catedral, y las trompetas en la Sala con los atabales de cobre.
En 1609 se compraron las cintas que se utilizan para bajar y subir la bandera por el balcón principal del Ayuntamiento, al igual que se hace con la señera valenciana en el Ayuntamiento de Valencia, evitando de esta forma la inclinación, como ya se ha explicado anteriormente.
Como la Senyera Valenciana, que tiene como cimera el Rat Penat, la enseña oriolana nos consta que está rematada al menos desde 1602 por un oriol de plata dorada y desde 1605 tenemos noticias de la existencia de cordones de seda con flecos (borlas) para ser llevados por representantes municipales.

## Ceremonial

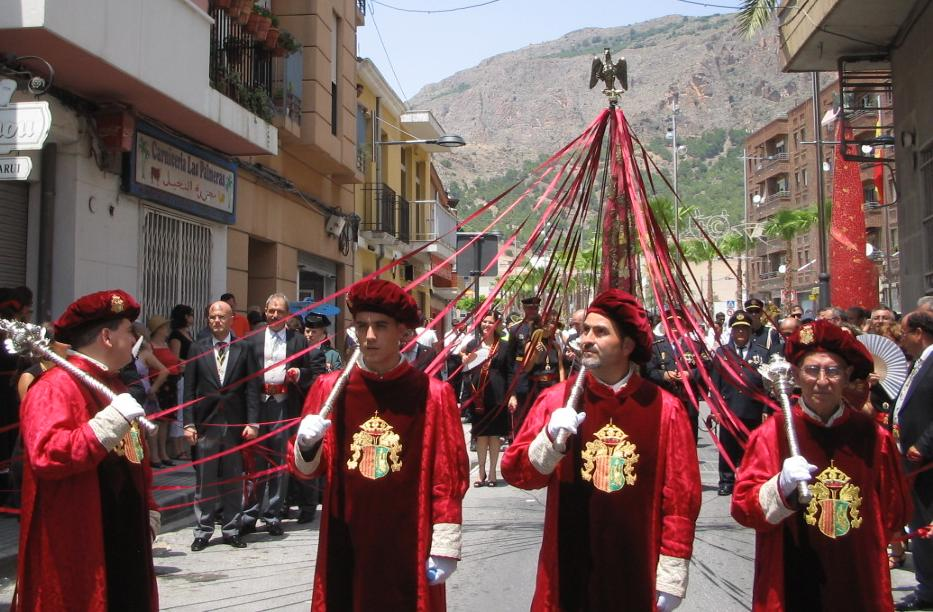
La señera oriolana, portada por el síndico y acompañada por las autoridades municipales. El estandarte siempre va escoltado por los maceros (en 1.ª plana).

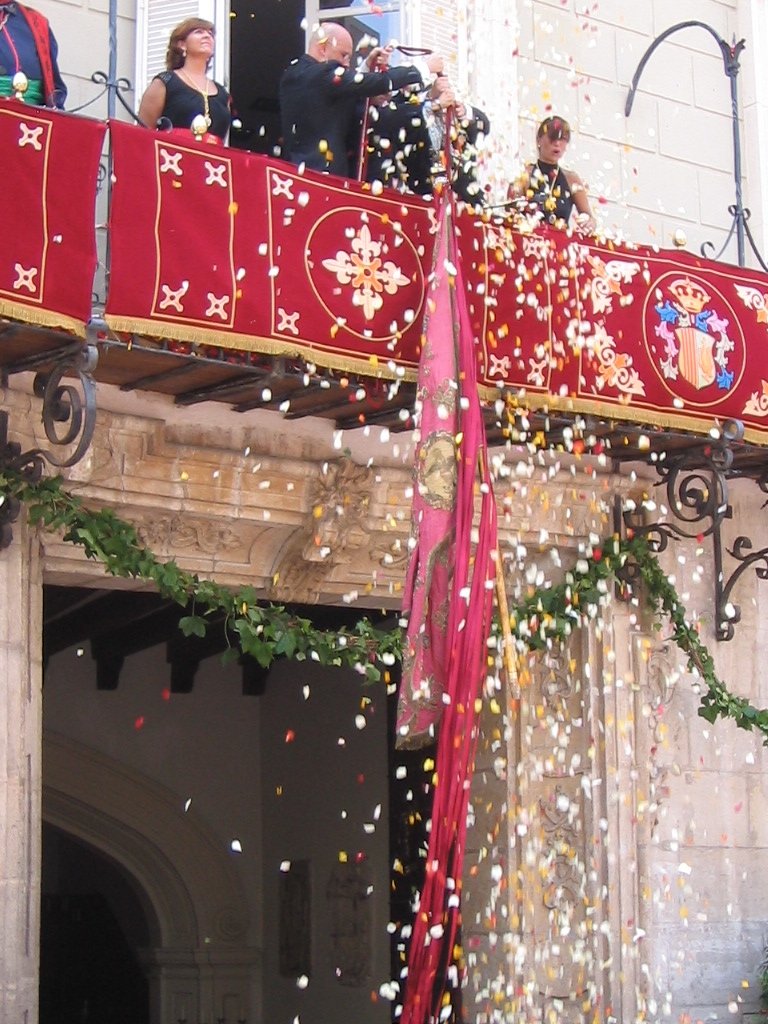
Subida del estandarte por el balcón del Ayuntamiento, para no ser inclinada.

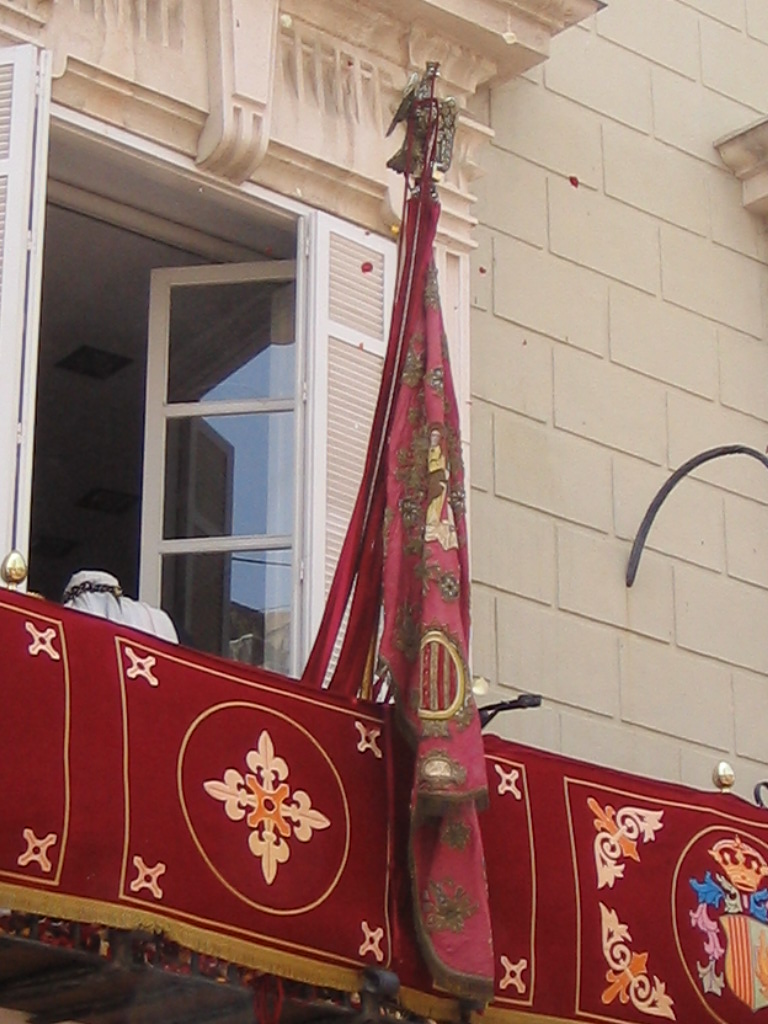
El estandarte, colgado en el balcón del Ayuntamiento

La bandera oriolana cuenta con privilegios históricos de no inclinarse ante nadie, salvo ante Dios y el Rey; por ello la bandera está considerada uno de los símbolos de mayor tradición de España. Posee los títulos de Real y Gloriosa.
De forma ordinaria, el pendón de la ciudad es sacado al balcón de las casas consistoriales por el presidente del Cabildo Municipal (actual Alcalde-Presidente de la Corporación Municipal) el día de la reconquista de la ciudad. 
A las 0 horas del 17 de julio es expuesta públicamente la bandera de la ciudad para la contemplación de todos los ciudadanos. El mismo día 17 de julio de cada año, durante la mañana, la bandera es bajada por el balcón del Ayuntamiento con unas cintas de seda para que no se incline ante nadie y es trasladada por el Síndico portador del Estandarte del Oriol, quien va acompañado por la Corporación Municipal (antiguo Cabildo Municipal), un representante del Cabildo Catedral y otras personas, como los máximos representantes del Cuerpo Nacional de Policía, Guardia Civil y Policía Local de Orihuela, portando cada uno cada una de las cintas. 
El recorrido en solemne desfile se dirige hasta la Catedral de la Diócesis, donde recoge a las Santas Justa y Rufina para acompañarlas en procesión hasta la Iglesia de las Santas Justa y Rufina. Allí se celebra una misa en conmemoración de la Reconquista de la ciudad, eucaristía en la que se renueva el privilegio de inclinarse ante Dios. Finalizada la Eucaristía, vuelve a realizarse un solemne desfile por la ciudad recorriendo el centro histórico hasta el monumento de La Armengola y de nuevo es trasladada al Ayuntamiento, donde se vuelve a izar hasta que a la media noche vuelve a ser custodiada en la Sala Oriol del Ayuntamiento. Al llegar al Ayuntamiento, es colocada en el centro del balcón principal de la fachada, donde se mantiene allí todo el día y luego, a la noche, es retirada al interior, donde permanece hasta el año siguiente.
Del mismo modo, históricamente ha habido salidas extraordinarias del Pendón de la ciudad. Ejemplos de ellos son la Coronación o Proclamación de algún Rey o Reina de España, la visita Real a la ciudad, el nacimiento de Príncipes herederos o acontecimientos de gran importancia para la ciudad, como la Coronación Canónica de la patrona de la Diócesis y de la Ciudad, Ntra. Sra. de Monserrate, coronada canónicamente por primera vez el 31 de mayo de 1920.

## Descripción

### Históricamente
La primera vez de la que se tiene constancia de las características de la bandera es en el año 1600, donde se indica:
"Es de domàs carmesí guarnit ab moltes alcarchofes de or bordades (sic) e altres estelles e ab les armes Reals de un part e de altra les figures de les benaventurades Santes Justa e Rofina e a les dos parts les armes de la Ciutat e guarnit alderredor de un passamà de or ample ab sa vara daurada ab arres torçades, e sa funda e un drap blanch en que està embelt lo dit pendó..."
La bandera se completa en el remate con el oriol, que aparece documentado por primera vez en el 1602, descrito así:
"Lo pendó de dompas broslat de pinyes e flors de or ab sa llança daurada, cinch cordóns de seda vermeñña ab ses borles y en lo pendó les himages de les benaventurades Santes Justa e Rofina e les bolses guarnides de fil de or pera portar lo pendó e lo auriol de argent daurat e lo drap et àlias que li fonch acomanat"

### Actualmente
La bandera actualmente tiene unas dimensiones de 231 cm (sin los flecos) de longitud y anchura de 130 cm. A los 152 cm de longitud la bandera se estrecha formando la lengüeta, con longitud de 79 cm y 42 cm de anchura. Es originaria del siglo XIV y durante su historia se fueron añadiendo diversos ornamentos como bordados, cintas de seda, etc.
El tejido con el que está hecho es un damasco carmesí en ambos lados. Todo su contorno está rematado con flecos dorados de 5 cm. Los bordados son de diversas épocas, procediendo gran parte de ellos del siglo XV-XVI, menos el escudo del rey Felipe V que procede del siglo XVIII. Una vez fue vencida la ciudad y su Gobernación en la guerra de sucesión, el Rey Felipe V mandó bordar su escudo en la bandera de la ciudad y su Virrey en Valencia raptó la estatua del oriol coronado de oro que se encontraba en lo alto del asta.
Se tiene conocimiento de dos restauraciones: una realizada en 1957 y otra actualmente, comenzada en el mes de julio de 2008.
Está prohibida la reproducción de la bandera salvo que el pleno así lo acuerde por caso excepcional. Esta ocasión se dio en el año 2006, cuando se encargó la confección de una bandera idéntica para la sustitución de la antigua durante el periodo que dure la restauración de esta. Pero dicha reproducción no afectaba al asta ni al oriol de plata sobredorada y oro que corona la bandera desde el siglo XVIII, por lo que sólo se ciñe al paño.
|                |
| Haz o anverso. |

|                |
| Dorso o envés. |

#### Haz o enverso

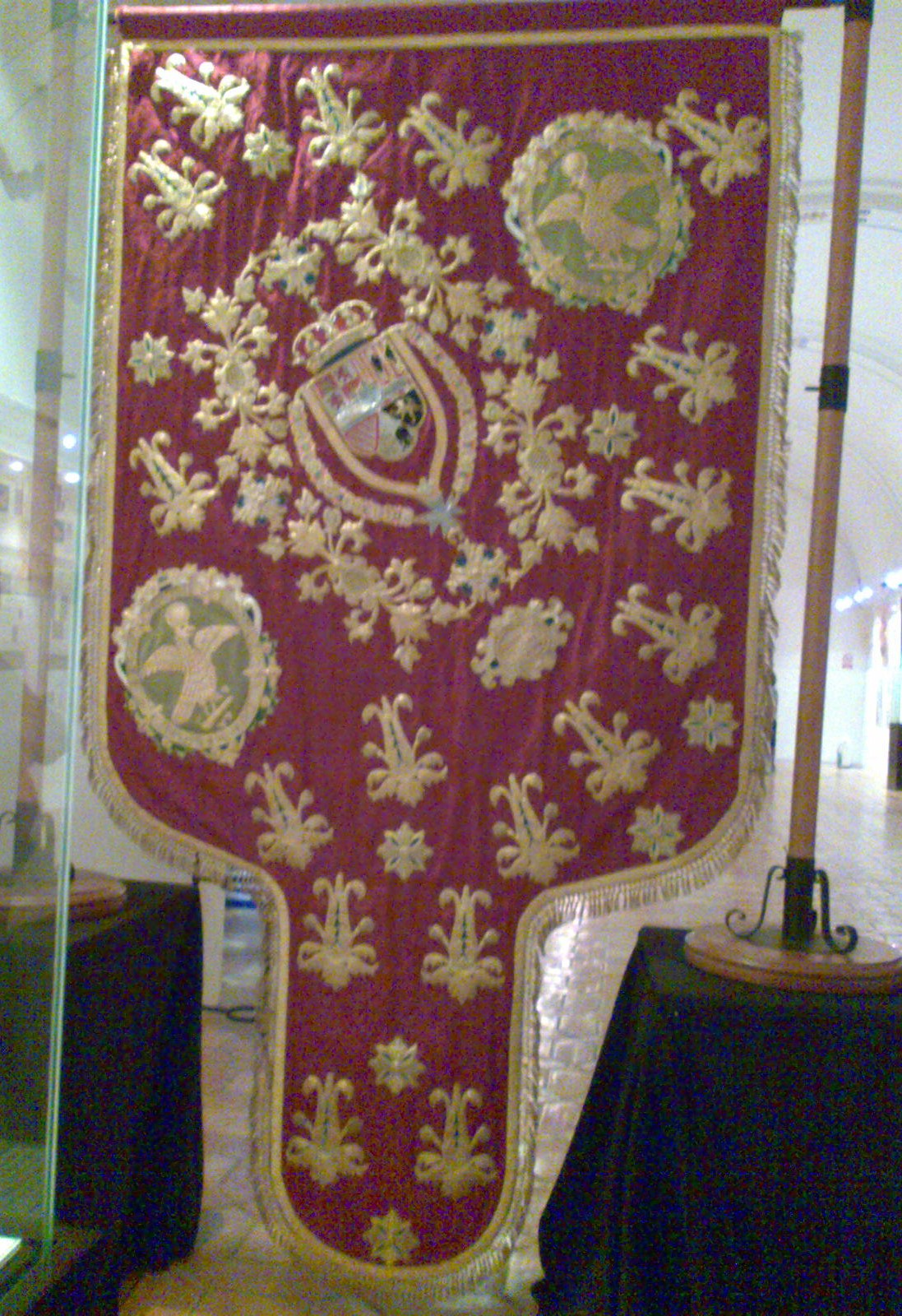
Haz o enverso. (réplica)

Escudo de Armas de Felipe V de España.

Por la importancia de los elementos representados o por el significado esotérico del símbolo, se considera haz o anverso el costado en el que aparecen las armas reales.
- Armas Reales

Por la distribución de figuras y piezas heráldicas pertenecen al reinado de Felipe V de España, quien mandó bordar su escudo en la real enseña (ver Escudo de España).
- 1.- Casas reales de Castilla y León.

- - Reino de Castilla: En campo de gules un castillo en oro (en este caso en plata) almenado con tres torres, la mayor central.

- -  Reino de León: En campo de plata un león rampante.

- 2.- Casa real de Aragón.

En campo de oro cuatro palos de gules.
- 3.- Casa real de Sicilia.

Cuartelado en sotuer con los cuatro palos de Aragón, flanqueados por dos áquilas en sable coronadas.
- 4.- Familia imperial de Austria.

Sobre campo de gules una faja de azur.
- 5.- Ducado de Borgoña (antiguo).

Campo de azur sembrado de flores de lis de oro (en este caso sólo tres). Bordura componada de gules y plata.
- 6.- Ducado de Borgoña (moderno).

Escudo bandeado de oro y azur, rodeado de una bordura de gules.
- 7.- Ducado de Brabante.

En campo de sable un león rampante en oro coronado de lo mismo (en este caso aparece sin corona).
- Entado en punta. Condado de Flandes y Condado de Tirol.

- -  Condado de Flandes: Un león rampante sin corona de sable sobre campo de oro (el león aparece coronado de oro)

- -  Condado de Tirol: Águila de gules con corona, pico, lengua y patas en oro (en nuestro caso aparece la figura en sable y sin corona).

- Escusón: Casa de Borbón

Sobre campo de azur tres lises de oro, dos y una, bordada de gules (para distinguirla de la dinastía francesa.
- Entado sobre el escusón: Reino de Granada.

En campo de plata, una granada de su color, abierta mostrando los granos en gules y con hojas de sinople.

Las armas de Orihuela figuran en la bandera, junto a otros elementos.

El escudo está timbrado con la Corona Real Española y bordeado por el exterior con el collar de la Orden del Toisón de Oro. Intercalado entre ellos una condecoración con lazo, que por su figura (paloma en plata en campo de azur) se identifica como de la Orden del Espíritu Santo.
- Armas de la Ciudad de Orihuela

Duplicadas y enfrentadas apareciendo en cada rosetón sobre sinople un oriol de oro potenciado, con alas desplegadas y patas posadas sobre un leño y orlado por el lema "Herodii domus dux eorum est"
- Adornos

Esta cara se completa con una serie de adornos bordados consistentes en 17 "alcarchofes", 8 flores o estrellas y un escudo orlado en pergamino con la inscripción de 1594, fecha de construcción del actual estandarte.

#### Dorso o  envés
- Armas de la Ciudad de Orihuela

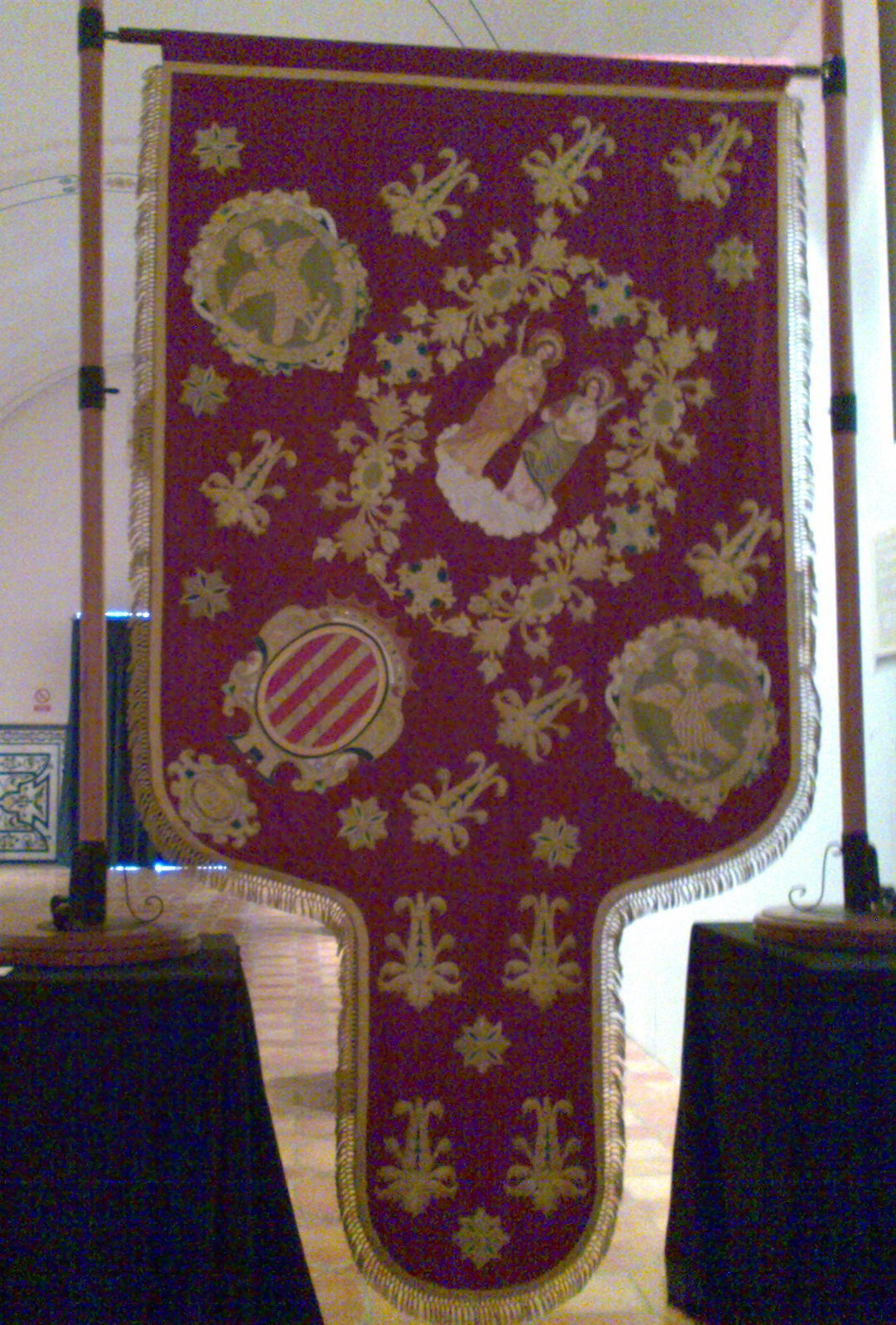
Envés. (réplica)

Aparecen igual que en el anverso, solo que los orioles están opuestos.
- Santas Justa y Rufina

Aparecen en el centro de la bandera, orladas y con adornos florales, portando dos palmas, una en la mano derecha de una u otra palma en la mano izquierda de otra. Las santas están posadas sobre nubes.
- Armas de Aragón

Cuatro palos de gules sobre campo de oro. Aparecen a los pies de las Santas Justa y Rufina y están timbradas con la corona real abierta y orlada en pergamino.
- Adornos

El envés se completa con 11 "alcarchofes" y 8 flores o estrellas. En la zona extema del extrechamiento y debajo de las amas de Aragón aparece otro escudo orlado en pergamino con la inscripción "Restaurado en 1957".

## El Oriol

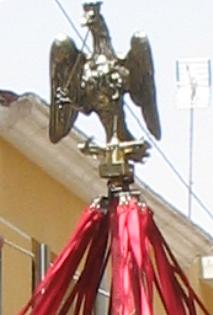
El Oriol.

El Oriol o Herodio se trata de un ave coronado con corona real, con alas a medio desplegar que se ha relacionado por recientes estudios con la oropéndola. Tradicionalmente se le relacionaba con un ave mítica o con un Ave Fénix. 
Tiene unas dimensiones de 40 x 27 x 18 centímetros. Aparece con la pata izquierda posada sobre un leño, mientras que con la derecha empuña la espada haciendo honor al lema "Semper ensis vester prevaluit" (Siempre prevaleció vuestra espada), lema concedido a la ciudad por el Privilegio Real del Morabatin, por el rey Pedro el Ceremonioso, en honor a la defensa que hizo la ciudad de Orihuela y resistir heroicamente sus más de cuatro asedios durante años.
El Oriol es una delicada obra de plata sobredorada, labrada y cincelada realizada por el orfebre oriolano Miguel Ruvira en el año 1732 para sustituir el anterior oriol de madera tallada y dorada, que a su vez sustituía uno anterior que fue raptado por el Cardenal Luis de Belluga (Virrey de Valencia) cuando la ciudad capituló en favor de Felipe V y del que se desconoce su paradero.
El Oriol actualmente está restaurado.